# Grethe Ingmann
Grethe Ingmann, née le 17 juin 1938 et morte le 18 août 1990, est une chanteuse danoise.

## Biographie
Elle joue en tant que membre du duo Grethe og Jørgen Ingmann, avec son mari, le guitariste Jørgen. Ensemble, ils remportent le Concours Eurovision de la Chanson en 1963, représentant le Danemark. Ils interprètent la chanson Dansevise avec la musique de Otto Francker et les paroles de Sejr Volmer-Sørensen,. Le couple s'est rencontré en 1955, marié en 1956, puis divorce en 1975.
Elle est morte d'un cancer le 18 août 1990 à l'âge de 52 ans